# Monte Clark Cup 2018
La Monte Clark Cup 2018 è la 2ª edizione dell'omonimo torneo di football americano.

## Squadre partecipanti
| Club                          | Città           | Stadio | Sponsor ufficiale | Risultato nella stagione 2017 |
| ----------------------------- | --------------- | ------ | ----------------- | ----------------------------- |
| Kaliningrad Amber Hawks       | Kaliningrad     |        |                   |                               |
| Kiev Capitals                 | Kiev            |        |                   |                               |
| Kiev Patriots                 | Kiev            |        |                   |                               |
| Minsk Zubrs                   | Minsk           |        |                   |                               |
| Moscow Spartans               | Mosca           |        |                   |                               |
| Sankt Petersburg North Legion | San Pietroburgo |        |                   |                               |
| Tartu Titans                  | Tartu           |        |                   |                               |
| Vilnius Iron Wolves           | Vilnius         |        |                   |                               |

## Stagione regolare

### Calendario

#### 1ª giornata
| Vilnius 18 marzo 2018, ore 16:30 | Vilnius Iron Wolves | 0 – 31 (0-21 0-7 0-3 0-0) referto | Minsk Zubrs | Stadio LFF |

#### 2ª giornata
| Perovo 25 marzo 2018, ore 15:00 | Moscow Spartans | 20 – 7 (3-0 3-0 7-7 7-0) referto | Sankt Petersburg North Legion | Stadion Lokomotiv |

#### 3ª giornata
| Irpin' 1º aprile 2018, ore 13:00 | Kiev Patriots | 27 – 34 (0-7 7-20 13-0 7-7) referto | Minsk Zubrs | Stadion Champion |

#### 4ª giornata
| Minsk 7 aprile 2018, ore 16:30 | Kiev Capitals | 24 – 20 (6-7 6-0 6-0 6-13) referto | Moscow Spartans | SOk Olimpijskij |

#### 5ª giornata
| San Pietroburgo 14 aprile 2018 | Sankt Petersburg North Legion | 41 – 6 (17-0 18-0 0-0 6-6) referto | Kaliningrad Amber Hawks | Stadion Dinamo |

#### 6ª giornata
| Minsk 21 aprile 2018 | Moscow Spartans | 35 – 0 (21-0 7-0 7-0 0-0) referto | Kiev Patriots | SOK Olimpijskij |

#### 7ª giornata
| Kiev 28 aprile 2018 | Kiev Capitals | 49 – 0 (20-0 14-0 0-0 15-0) referto | Vilnius Iron Wolves | Stadion Spartak |

| Kaliningrad 1º maggio 2018, ore 12:00 | Kaliningrad Amber Hawks | 0 – 61 (0-7 0-25 0-14 0-15) referto | Minsk Zubrs |  |

#### 8ª giornata
| Vilnius 12 maggio 2018 | Vilnius Iron Wolves | 37 – 7 (14-0 10-0 7-6 6-0) referto | Kaliningrad Amber Hawks | Stadio LFF |

| Minsk 13 maggio 2018, ore 11:30 | Minsk Zubrs | 21 – 30 (7-7 0-14 14-6 0-3) referto | Moscow Spartans | Centro ricreativo Ratamka |

| Tartu 13 maggio 2018, ore 15:00 | Tartu Titans | 0 – 43 (0-29 0-6 0-0 0-8) referto | Kiev Capitals | Tamme Staadion |

| Minsk 13 maggio 2018, ore 15:00 | Sankt Petersburg North Legion | 21 – 6 (0-0 0-6 7-0 14-0) referto | Kiev Patriots | Centro ricreativo Ratamka |

#### 9ª giornata
| Kiev 27 maggio 2018, ore 12:00 | Kiev Patriots | 0 – 45 (0-14 0-10 0-7 0-14) referto | Kiev Capitals | Stadion Spartak |

#### Recuperi 1
| Kaliningrad 2 giugno 2018 | Kaliningrad Amber Hawks | 24 – 0 (a tavolino) referto | Tartu Titans |  |

#### Recuperi 2
| Tartu 9 giugno 2018 | Tartu Titans | 20 – 40 (0-13 12-14 8-13 0-0) referto | Vilnius Iron Wolves |  |

#### Recuperi 3
| San Pietroburgo 16 giugno 2018 | Sankt Petersburg North Legion | 24 – 0 (a tavolino) | Tartu Titans | Stadion Dinamo |

### Classifica
La classifica della regular season è la seguente:
- PCT = percentuale di vittorie, G = partite giocate, V = partite vinte, P = partite perse, PF = punti fatti, PS = punti subiti
- La qualificazione ai playoff è indicata in verde

| Pos. | Squadra                       | PCT   | G | V | P | PF  | PS  |
| ---- | ----------------------------- | ----- | - | - | - | --- | --- |
| 1    | Kiev Capitals                 | 1.000 | 4 | 4 | 0 | 161 | 20  |
| 2    | Moscow Spartans               | .750  | 4 | 3 | 1 | 105 | 52  |
| 3    | Minsk Zubrs                   | .750  | 4 | 3 | 1 | 147 | 57  |
| 4    | Sankt Petersburg North Legion | .750  | 4 | 3 | 1 | 93  | 32  |
| 5    | Vilnius Iron Wolves           | .500  | 4 | 2 | 2 | 77  | 107 |
| 6    | Kaliningrad Amber Hawks       | .250  | 4 | 1 | 3 | 37  | 139 |
| 7    | Kiev Patriots                 | .000  | 4 | 0 | 4 | 33  | 135 |
| 8    | Tartu Titans                  | .000  | 4 | 0 | 4 | 20  | 131 |

## Playoff

### Tabellone
|  | Semifinali | Semifinali                    | Semifinali |                 |    | II Finale       | II Finale                     | II Finale       |  |
|  |            |                               |            |                 |    |                 |                               |                 |  |
|  | 1          | Kiev Capitals                 | 38         |                 |    |                 |                               |                 |  |
|  | 1          | Kiev Capitals                 | 38         |                 |    |                 |                               |                 |  |
|  | 4          | Minsk Zubrs                   | 34         |                 |    |                 |                               |                 |  |
|  | 4          | Minsk Zubrs                   | 34         |                 | 1  | Kiev Capitals   | 24                            |                 |  |
|  |            |                               |            |                 | 1  | Kiev Capitals   | 24                            |                 |  |
|  |            |                               | 2          | Moscow Spartans | 44 |                 |                               |                 |  |
|  | 3          | Sankt Petersburg North Legion | 2          | Moscow Spartans | 44 | 14              |                               |                 |  |
|  | 3          | Sankt Petersburg North Legion |            |                 |    | 14              |                               |                 |  |
|  | 2          | Moscow Spartans               | 32         |                 |    | Finale 3º posto | Finale 3º posto               | Finale 3º posto |  |
|  | 2          | Moscow Spartans               | 32         |                 |    |                 |                               |                 |  |
|  |            |                               |            |                 |    |                 |                               |                 |  |
|  |            |                               |            |                 |    | 4               | Minsk Zubrs                   | 54              |  |
|  |            |                               |            |                 |    | 4               | Minsk Zubrs                   | 54              |  |
|  |            |                               |            |                 |    | 3               | Sankt Petersburg North Legion | 34              |  |

### Semifinali
| Mosca 23 giugno 2018, ore 11:00 | Moscow Spartans | 32 – 14 (0-0 16-7 7-0 9-7) referto | Sankt Petersburg North Legion | Stadion Trud |

| Kiev 24 giugno 2018 | Kiev Capitals | 38 – 34 (13-13 15-7 10-0 0-14) referto | Minsk Zubrs | Stadion NUBIP |

### Finale 3º - 4º posto
| Minsk 8 luglio 2018 | Sankt Petersburg North Legion | 34 – 54 (0-7 0-6 20-21 14-20) referto | Minsk Zubrs | Baza Otdicha Ratomka |

### Finale
| Minsk 8 luglio 2018 | Kiev Capitals | 24 – 44 (0-9 6-13 12-14 6-8) referto | Moscow Spartans | Baza Otdicha Ratomka |

## Verdetti
- Moscow Spartans Campioni della Monte Clark Cup 2018